# Frank Carter
Christopher Frank Carter  (né le 27 avril 1984) est un musicien punk rock et tatoueur anglais, actif dans les groupes Gallows, Pure Love et Frank Carter and the Rattlesnakes. Il se produit actuellement aux côtés des Sex Pistols. Selon Nick Hasted dans The Independent, Carter est réputé pour sa « présence scénique féroce » et son « image conflictuelle ».

## Biographie

### Jeunesse
Carter grandit à Hemel Hempstead, en Angleterre. Sa mère est professeur de danse irlandaise et son père DJ. Il est l'aîné de quatre frères, dont Steph Carter, guitariste du groupe Gallows avec Frank, et Richard Carter, qui formera plus tard le groupe Blackhole. Ses parents divorcent alors qu'il est adolescent, période où il découvre le punk rock.
Très jeune, Carter se passionne pour la musique et l'art. À seize ans, il forme son premier groupe, All Night Drive et décide d'en être le chanteur. Après le lycée, il intègre une école d'art, qu'il abandonne car il a l'impression de ne rien apprendre, ce qui le conduit à se lancer dans une carrière de tatoueur. Il est actuellement artiste chez Rose of Mercy à Londres.

### Gallows: 2005–2011

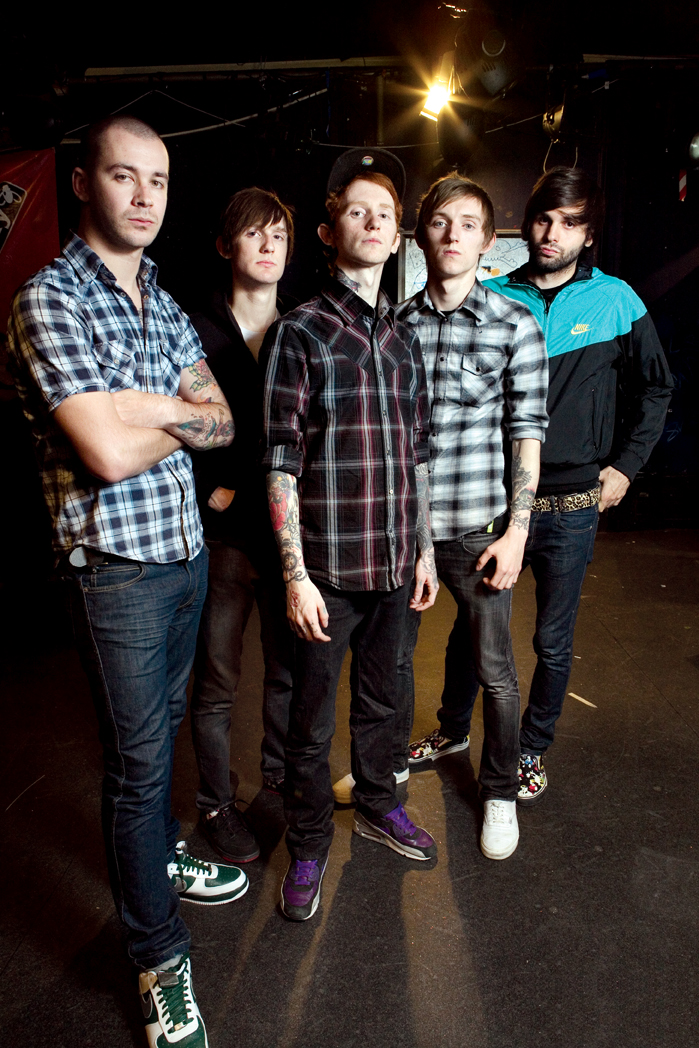
Potence en 2007.

Carter forme Gallows en 2005, influencé par la musique des groupes de punk hardcore Black Flag, Minor Threat, Swing Kids et JR Ewing. Ils sortent leur premier album, Orchestra of Wolves, le 25 septembre 2006 chez In at the Deep End Records au Royaume-Uni et Epitaph Records aux États-Unis. L'album atteint la 57e place des charts britanniques.
En mars 2007, Gallows signe un contrat avec Warner Bros Records, devenant ainsi le premier groupe de hardcore punk britannique à signer avec une major. En septembre, Gallows tourne avec Lethal Bizzle, avec Poison the Well et Blackhole, en première partie. Le frère de Carter , Richard, prend le relais pour l'une des représentations à Inverness en raison de ses « vagues de commotion cérébrale » et de saignements persistants suite à la performance du groupe la veille à Stoke-on-Trent. Richard est maltraité par la foule, ce qui conduit Frank à une altercation physique avec plusieurs membres du public et à l'annulation des deux dates suivantes de la tournée.
Le 2 mai 2009, Gallows sort son deuxième album, Grey Britain, un album-concept basé sur la Grande-Bretagne post-crise financière de 2008, connaissant un racisme exacerbé, de la xénophobie, des crimes au couteau et des maladies mentales inéluctables. Il atteint la 20e place des charts britanniques. L'album conduit Warner Bros. à abandonner le groupe, le jugeant trop conflictuel politiquement. En 2011, Carter quitte Gallows en raison de divergences créatives et de tensions au sein du groupe.

### Pure Love: 2011–2014
Carter forme Pure Love en 2011, avec Jim Carroll, le guitariste de The Hope Conspiracy et The Suicide File, après s'être croisés à plusieurs reprises dans des bars new-yorkais. Le duo se rapproche car aucun des deux ne ressentait plus d'attachement pour le hardcore et le punk, et souhaitaient simplement « jouer du rock'n'roll amusant, sans stress ». Le duo sort son premier album, Anthems, le 4 février 2013 chez Vertigo et Mercury Records. Le travail sur l'album se différencie volontairement de celui de Carter avec Gallows, en utilisant des refrains et des influences caractéristiques du rock classique. Le 10 février 2014, Pure Love annonce une pause indéterminée en raison d'une année difficile.

### Frank Carter & the Rattlesnakes: 2015 à 2024

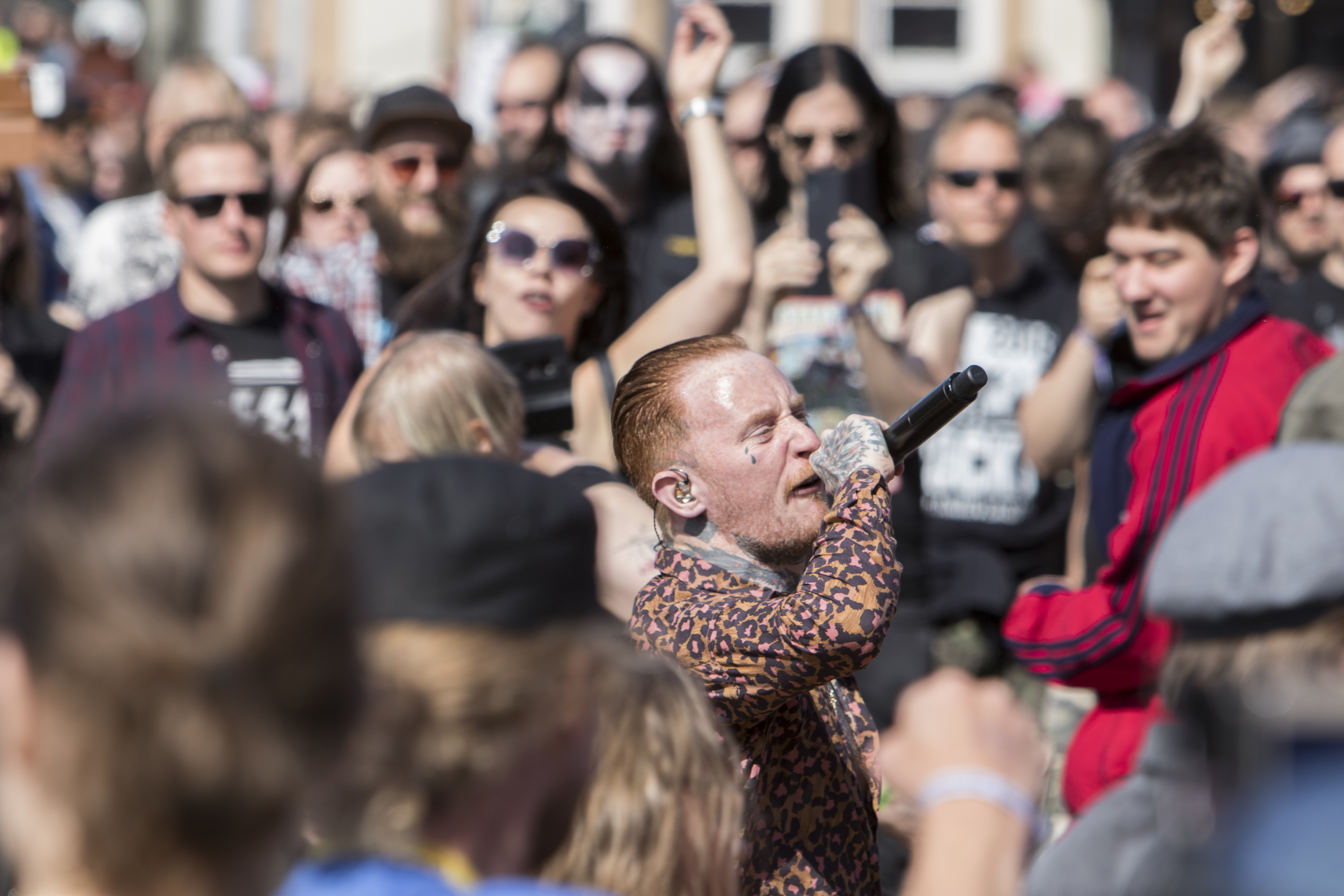
Carter se produisant avec les Rattlesnakes en 2019.

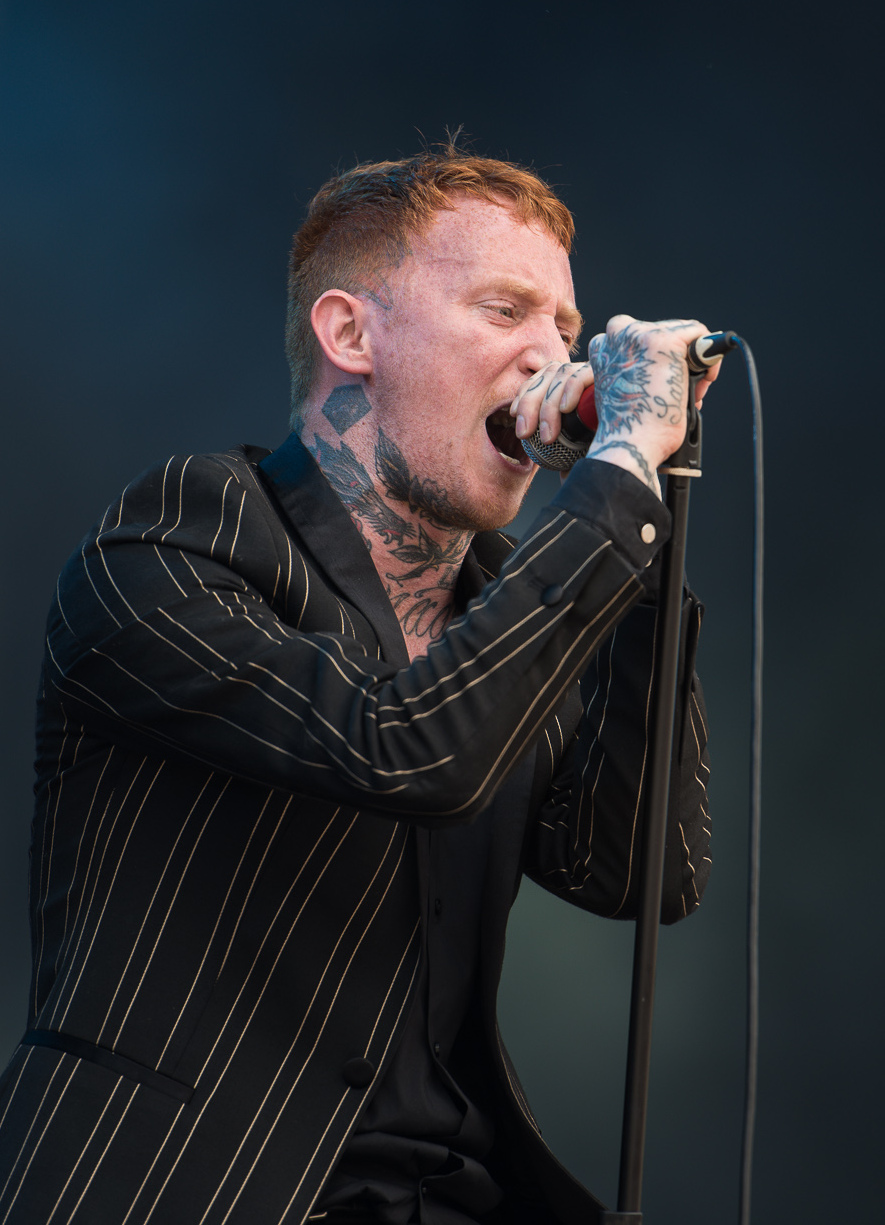
Carter en concert avec The Rattlesnakes en 2017

En avril 2015, Carter annonce la formation d'un nouveau groupe appelé Frank Carter & the Rattlesnakes, qu'il décrit à l'époque comme un retour à ses « racines hardcore ». Le 14 septembre 2015, les Rattlesnakes sortent leur premier album Blossom, chez International Death Cult. Dans une critique de Metal Hammer, l'écrivaine Thea de Gallier décrit Carter : « certes un adulte et un père maintenant, mais il est toujours capable d'être une figure de proue pour la jeunesse en colère qui est trop jeune pour avoir connu les Sex Pistols ». L'album culmine à la 18e place des charts britanniques.
Le 20 janvier 2017, les Rattlesnakes sortent leur deuxième album Modern Ruin chez International Death Cult. Il débute à la septième place du classement des albums britanniques. L'album conserve l'agressivité et la sensibilité hardcore du précédent effort du groupe, mais incorpore également des éléments du précédent projet de Carter, Pure Love. Dans une interview avec Kerrang!, Carter déclare qu'une grande partie de l'album est basée sur l'alcoolisme qu'il avait connu après avoir rompu à Noël 2015 son style de vie straight edge pendant douze ans.
Le 3 mai 2019, les Rattlesnakes sortent leur troisième album End of Suffering via le label International Death Cult. Il atteint la 4e place des charts britanniques. Le 6 juin, Carter apparaît sur la pochette du single d'Armed intitulé "Ft. Frank Turner", qui met en vedette Frank Turner, et non Carter. Les 23 et 25 août, il se produit en deuxième partie aux festivals de Reading et de Leeds avec les Rattlesnakes, son plus gros cachet pendant un festival. Le 19 septembre, il est impliqué dans un accident de voiture mettant sa vie en danger dans le Devon, ce qui entraîne l'annulation de la première semaine de la tournée américaine prévue des Rattlesnakes. Le 11 octobre, il apparaît sur le morceau "Power" de Can't Swim. Le 29 novembre, Black Futures a sorti un remix collaboratif de la chanson « Crowbar » des Rattlesnakes. 
En 2021, le groupe sort son quatrième album, Sticky,.
En 2024, le groupe sort son cinquième album, Dark Rainbow.
En octobre 2024, le groupe annonce faire une pause,.

### Frank Carter et les Sex Pistols: 2024 à aujourd'hui

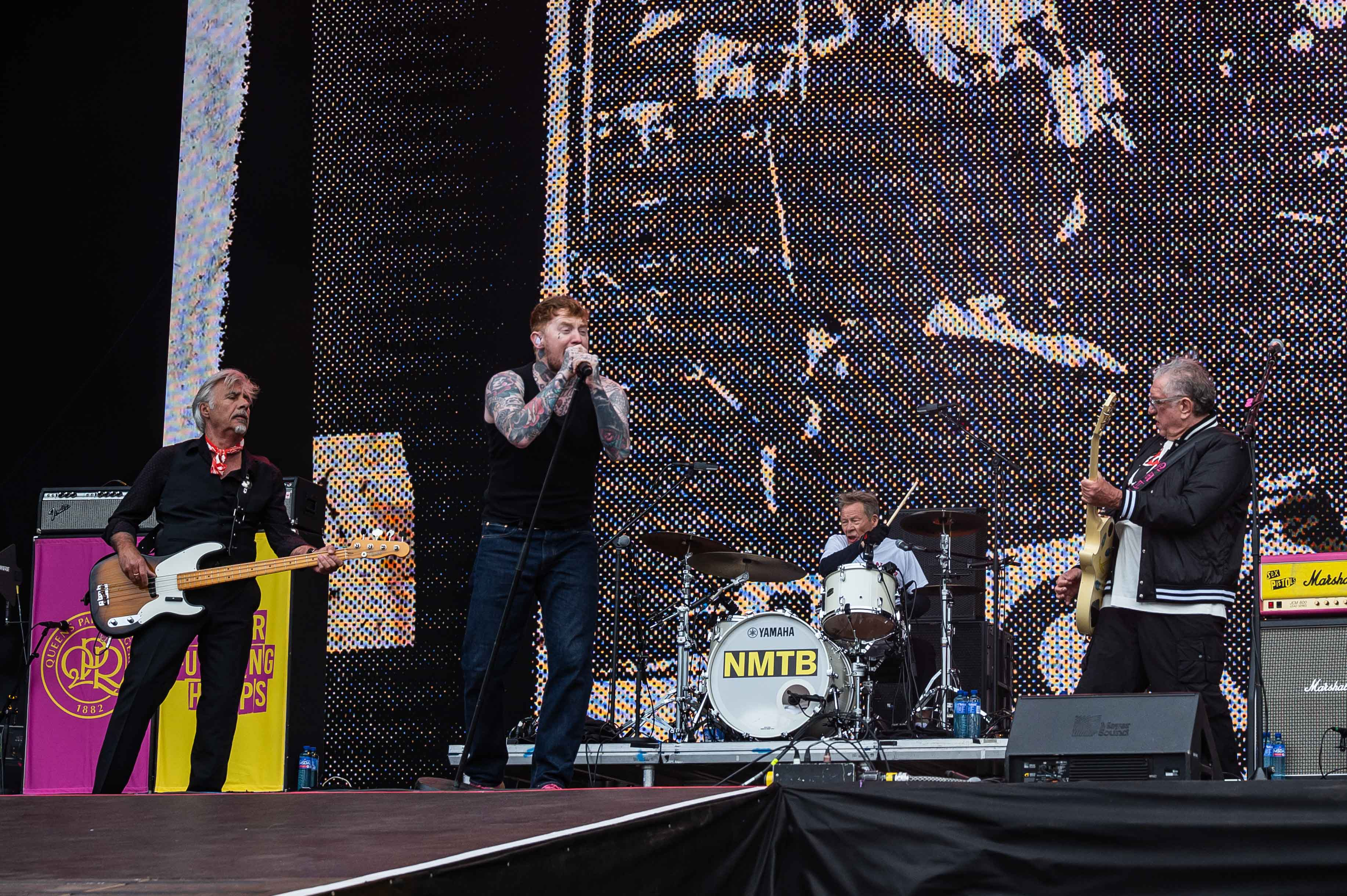
Carter avec les Sex Pistols au Tons of Rock à Oslo, Norvège, 2025.

Le 3 juin 2024, les Sex Pistols annoncent que Carter se produirait avec Steve Jones, Glen Matlock et Paul Cook lors d'une reformation du groupe, avec deux concerts les 13 et 14 août au Bush Hall de Shepherd's Bush. Les concerts sont annoncés sous le nom de « Frank Carter et trois membres des Sex Pistols » ou simplement « Frank Carter et les Sex Pistols ». Une courte tournée se déroule ensuite du 20 au 26 septembre, comprenant cinq concerts à Nottingham, Birmingham, Glasgow, Manchester et Londres, au cours desquels ils jouent l'album Never Mind the Bollocks en intégralité chaque soir.
En janvier 2025, le groupe annonce une tournée australienne et néo-zélandaise en avril 2025, selon le même concept,.

## Vie personnelle
Selon Nick Hasted dans The Independent, Carter est réputé pour sa « présence scénique féroce » et son « image conflictuelle ».
Carter adopte un style de vie straight edge à partir de 2003, mais y met fin à sa sobriété à Noël 2015. Pendant un certain temps après cela, il lutte contre l'alcoolisme et la toxicomanie, et est redevenu sobre depuis septembre 2022,,.
Il parle ouvertement de sa lutte contre l'anxiété. Dans une interview dans Music Feeds, il  déclare lutter depuis qu'il a sept ans.
Marié à la tatoueuse écossaise Sarah Carter Schor, il divorce début 2018. Ils ont un enfant ensemble, leur fille Mercy Rose Carter.

## Discographie
Avec Gallow
- Orchestra of Wolves (en) (2006)
- Grey Britain (en) (2009)

Avec Pure Love
- Anthems (en) (2013)

Avec the Rattlesnakes
- Blossom (en) (2015)
- Modern Ruin (en) (2017)
- End of Suffering (en) (2019)
- Sticky (en) (2021)
- Dark Rainbow (en) (2024)